# Роа, Хуан
Хуан Даниэль Роа Рейес (англ. Juan Daniel Roa Reyes; род. 20 августа 1991 года, Кукута, Колумбия) — колумбийский футболист, полузащитник клуба «Санта-Фе» и сборной Колумбии.

## Клубная карьера
Роа — воспитанник клуба «Санта-Фе». В 2010 году он был включён в заявку основной команды. 29 августа в матче против «Ла Экидад» Хуан дебютировал в Кубке Мустанга. Во втором сезоне он завоевал место в основе и провёл все матчи почти без замен. 6 мая 2012 года в поединке против «Реал Картахена» Роа забил свой первый гол за «Санта-Фе». В том же году Хуан помог клубу выиграть чемпионат, а спустя два года повторил это достижение. 23 апреля 2015 года в матче Кубка Либертадорес против мексиканского «Атласа» он забил гол. В том же году Роа помог «Санта-Фе» завоевать Южноамериканский кубок.

## Международная карьера
В 2013 году Роа дебютировал за сборную Колумбии.

## Достижения
Командные
«Санта-Фе»
- Чемпионат Колумбии по футболу — Апертура 2012
- Чемпионат Колумбии по футболу — Финалисасьон 2014
- Обладатель Южноамериканского кубка — 2015